# 1680 en santé et médecine
| Années de la santé et de la médecine : 1677 - 1678 - 1679 - 1680 - 1681 - 1682 - 1683    |
| Décennies de la santé et de la médecine : 1650 - 1660 - 1670 - 1680 - 1690 - 1700 - 1710 |

Cet article présente les faits marquants de l'année 1680 en santé et médecine.

## Événements
- Pierre Dionis (1643-1718) abandonne les leçons d'anatomie au profit de Joseph-Guichard Du Verney (1648-1730) et revient en cour comme chirurgien ordinaire de la reine Marie-Thérèse d’Autriche[1].
- L’hôtel-Dieu de Charlieu (Loire) est reconstruit sur décision du roi Louis XIV, même si les travaux du nouvel établissement ne commencèrent que plus tard[2].

## Publications
- Ole Borch (1626-1690): Dissertatio de somno et somniferis, maxime papavereis[3] réédité en 1681, 1682, 1683, un des premiers traités sur l'opium.

## Décès
- 17 février : Jan Swammerdam (né en 1637), médecin et naturaliste néerlandais[4].
- Date inconnue : Francisco Enríquez de Villacorta, médecin espagnol (° 18 octobre 1616).